# 草屯囝仔
草屯囝仔（英語：Caotun Boyz），是發源於臺灣南投草屯的台語嘻哈音樂團體，該團體現由陳樞育（藝名樞育）與李明倉（藝名阿倉）組成。
該團（之前身）最初組成於約2009年。2015年，該團開始於YouTube發表歌曲影片。 2016年，該團成為「混血兒娛樂」旗下團體。 2017年，該團發行首張作品合輯《囝仔》。 該團歷年來經常演唱於臺灣各地廟會、夜店及多個音樂節等。該團以其作品內容與臺灣民間信仰之密切關係著稱。
在創團之初，曾跟同樣來自南投的饒舌歌手顏冠希JY合力創作歌曲，是一首講述南投九二一大地震的創作，歌名為地牛翻身。
此外，該團體的發源也與玖壹壹關係密切。2022年，該團與混血兒娛樂合約到期後，便開始自主獨立經營音樂事業。

## 成員介紹
●團員
| 藝名 | 本名   | 出生日期       | 出生地點         |
| ---- | ------ | -------------- | ---------------- |
| 樞育 | 陳樞育 | 1992年12月20日 | 臺灣南投縣草屯鎮 |
| 阿倉 | 李明倉 | 1994年5月12日  | 臺灣南投縣草屯鎮 |

## 演唱會及其它演出

### 演唱會
- 草屯囝仔《為此時而唱》生涯首場演唱會

| 日期          | 城市 | 舉行地點                                         |
| ------------- | ---- | ------------------------------------------------ |
| 2018年8月12日 | 台北 | Legacy Taipei音樂展覽空間 （页面存档备份，存于） |

- 草屯囝仔《法力無邊》演唱會

| 日期         | 城市 | 舉行地點                  |
| ------------ | ---- | ------------------------- |
| 2020年9月5日 | 台北 | Legacy Taipei音樂展覽空間 |

## 綜藝節目

### 節目
| 年份   | 名稱                   | 成員       | 備註     |
| ------ | ---------------------- | ---------- | -------- |
| 2020年 | 全明星運動會           | 阿倉       | 固定班底 |
| 2021年 | 國光幫幫忙之上課麥亂來 | 阿倉       |          |
| 2022年 | 嗨！營業中             | 阿倉、樞育 |          |
| 2025年 | 九條好漢在一班         | 陳樞育     |          |

## 影視作品

### 電影
| 年份   | 名稱             | 成員       | 角色 | 導演   | 備註   |
| ------ | ---------------- | ---------- | ---- | ------ | ------ |
| 2023年 | 做工的人(電影版) | 樞育、阿倉 |      | 鄭芬芬 | 客串   |
| 2023年 | 粽邪3：鬼門開    | 阿倉       | 龜仔 | 廖士涵 | 男配角 |

### MV
| 年份   | 名稱     | 成員 | 角色 | 導演           | 備註 |
| ------ | -------- | ---- | ---- | -------------- | ---- |
| 2020年 | 兄弟你說 | 阿倉 |      | 蘇宣隼、江治緯 | 主演 |

## 音樂作品

### 正規專輯
| #   | 專輯資料                                                                          | 曲目 |
| 1st | 《貓霧仔光》 - 發行日期：2019年3月1日 - 唱片公司：環球唱片 - 經紀公司：混血兒娛樂 | 曲目 1. 草屯囝仔 2. 為此時而唱 3. 東方英雄 4. 我只想欲安靜 5. 遙遠的路途 6. 查埔子 7. 陷阱江湖 8. 厭世少年兄 (feat. 玖壹壹春風) 9. 當我孤單唱著歌 10. 阮的所在 |

### 單曲
| #    | 專輯資料 | 曲目                                                                              |
| 1st  | 《媽祖》 - 發行日期：2018年4月9日 - 唱片公司：滾石唱片 - 經紀公司：混血兒娛樂                               | 曲目 1. 媽祖                                                                      |
| 2nd  | 《愛我你會死2018》 - 發行日期：2018年5月17日 - 唱片公司：滾石唱片 - 經紀公司：混血兒娛樂 - 原唱為董事長樂團 | 曲目 1. 愛我你會死2018 (feat. 玖壹壹洋蔥)                                         |
| 3rd  | 《我只想欲安靜》 - 發行日期：2019年2月17日 - 唱片公司：環球唱片 - 經紀公司：混血兒娛樂 - 專輯貓霧仔光先行曲 | 曲目 1. 我只想欲安靜                                                              |
| 4th  | 《少年家》 - 發行日期：2020年7月10日 - 唱片公司：杰思國際娛樂 - 經紀公司：混血兒娛樂                        | 曲目 1. 少年家                                                                    |
| 5th  | 《救人喔》 - 發行日期：2020年8月17日 - 唱片公司：杰思國際娛樂 - 經紀公司：混血兒娛樂                        | 曲目 1. 救人喔                                                                    |
| 6th  | 《愈愛愈殘忍》 - 發行日期：2021年10月25日 - 唱片公司：杰思國際娛樂 - 經紀公司：混血兒娛樂                   | 曲目 1. 愈愛愈殘忍                                                                |
| 7th  | 《覺》 - 發行日期：2022年3月25日 - 唱片公司：杰思國際娛樂 - 經紀公司：混血兒娛樂                            | 曲目 1. 覺（feat. 大支）                                                          |
| 8th  | 《想你的形影》 - 發行日期：2022年4月25日 - 唱片公司：杰思國際娛樂 - 經紀公司：混血兒娛樂                    | 曲目 1. 想你的形影                                                                |
| 9th  | 《大城市小希望》 - 發行日期：2023年3月2日 - 唱片公司：何樂音樂 - 經紀公司：宇宙信號                         | 曲目 1. 大城市小希望（《做工的人 電影版》片頭曲）                                 |
| 10th | 《進香：The Pilgrimage Session》 - 發行日期：2024年10月2日 - 唱片公司： - 經紀公司：宇宙信號                | 曲目 1. 少年家 - Live Session 2. 媽祖 - Live Session 3. 詩山郭忠福 - Live Session |

### 合輯
| #   | 專輯資料                                                                                           | 曲目 |
| 1st | 《囝仔》 - 發行日期：2017年8月9日 - 唱片公司：滾石唱片 - 經紀公司：混血兒娛樂 - 合作歌手：臭屁嬰仔 | 曲目 1. 臭屁無敵 2. 宜蘭城（臭屁嬰仔） 3. 挺你到底（臭屁嬰仔） 4. 感覺怎樣（臭屁嬰仔） 5. This Weekend No Party（臭屁嬰仔） 6. 看按吶再打（臭屁嬰仔） 7. 放蕩不羈 8. 亡命之徒（草屯囝仔） 9. 阮（草屯囝仔） 10. 無法無天（草屯囝仔） 11. 純情荷爾蒙（草屯囝仔） 12. 浪人（草屯囝仔） 13. 扛壩子 |

### 合作單曲
| #   | 專輯資料 | 曲目                                                                             |
| 1st | 《Fire火》 - 發行日期：2019年11月15日 - 合作歌手：玖壹壹 - 發行公司：滾石唱片 - 混血兒娛樂五週年企劃單曲 - 後收錄於玖壹壹第五張專輯《LOCAL》 | 曲目 1. Fire火 (玖壹壹 · 187INC · 賴慈泓 · BCW · 草屯囝仔 · 臭屁嬰仔 · 艾文同學) |
| 2nd | 《酒命怪貓》 - 發行日期：2020年11月27日 - 合作歌手：曹雅雯 - 發行公司：滾石唱片 - 收錄於曹雅雯第八張專輯《自本》                             | 曲目 1. 酒命怪貓 (曹雅雯 · 草屯囝仔)                                             |
| 3rd | 《該怎麼愛《華興》》 - 發行日期：2023年12月28日 - 合作歌手：KING CHAN - 發行公司：至上音樂                                                   | 曲目 1. 該怎麼愛《華興》 (KING CHAN · 草屯囝仔 · 李紅 · 高浩哲 · Gambler)        |
| 4th | 《白目》 - 發行日期：2024年11月27日 - 合作歌手：羅文裕 - 發行公司：環球唱片                                                                  | 曲目 1. 白目 (羅文裕 · 草屯囝仔)                                                 |

## 外部連結
- 草屯囝仔的Facebook專頁
- 草屯囝仔的Instagram帳戶
- 樞育的Instagram帳戶
- 阿倉的Instagram帳戶